# Wilkinsonit
Wilkinsonit là một loại khoáng vật natri sắt silicat có công thức hóa học Na2Fe2+4Fe3+2(Si6O18)O2. Khoáng vật này có màu đen, kết tinh theo hệ ba nghiêng.